# Pasquale Fornara
Pasquale Fornara (Borgomanero, 29 maart 1925 - Borgomanero, 24 juli 1990) was een Italiaans wielrenner die prof was van 1949 tot 1961. 

## Belangrijkste overwinningen
1950
- Milaan-Modena

1952
- 5e etappe Ronde van Zwitserland
- 7e etappe Ronde van Zwitserland
- eindklassement Ronde van Zwitserland

1953
- 2e etappe Ronde van Italië

1954
- eindklassement Ronde van Zwitserland

1956
- 3e etappe deel B Ronde van Romandië
- eindklassement Ronde van Romandië

1957
- 5e etappe deel B Ronde van Zwitserland
- eindklassement Ronde van Zwitserland

1958
- 3e etappe Ronde van Zwitserland
- 6e etappe Ronde van Zwitserland
- eindklassement Ronde van Zwitserland

## Resultaten in voornaamste wedstrijden
| Jaar | Ronde van Italië | Ronde van Frankrijk | Ronde van Spanje |
| ---- | ---------------- | ------------------- | ---------------- |
| 1949 | 28e              |                     |                  |
| 1950 | 12e              |                     |                  |
| 1951 | 11e              |                     |                  |
| 1952 | 31e (1)          |                     |                  |
| 1953 | ↑ (1)            |                     |                  |
| 1954 | 8e               |                     |                  |
| 1955 | 7e (1)           | 4e                  |                  |
| 1956 | opgave (1)       | 24e                 |                  |
| 1957 | 8e               |                     | 8e               |
| 1958 | 9e               |                     | ↑                |
| 1959 | 21e              |                     |                  |
| 1960 | 30e              |                     | opgave           |
| 1961 | opgave           |                     |                  |

| Jaar | Milaan-San Remo | Parijs-Roubaix | Luik-Bast.‑Luik | Ronde van Lombardije | Waalse Pijl |  | WK op de weg |  | Wereldranglijsten |
| ---- | --------------- | -------------- | --------------- | -------------------- | ----------- |  | ------------ |  | ----------------- |
| 1949 |                 |                |                 | 8e                   |             |  |              |  |                   |
| 1950 | 57e             |                |                 |                      |             |  |              |  |                   |
| 1951 |                 |                |                 | 5e                   |             |  |              |  |                   |
| 1952 | 37e             |                |                 | 32e                  |             |  |              |  |                   |
| 1953 | 46e             |                | 15e             | 11e                  | 19e         |  | 12e          |  | 4e (CDC)          |
| 1954 | 13e             | 76e            |                 |                      |             |  | 10e          |  |                   |
| 1955 | 58e             |                |                 | 11e                  | 30e         |  | 7e           |  | 6e (CDC)          |
| 1956 | 29e             |                |                 | 16e                  | 35e         |  |              |  |                   |
| 1957 | 74e             |                |                 |                      |             |  |              |  |                   |
| 1958 | 10e             |                |                 |                      |             |  |              |  |                   |
| 1959 | 35e             |                |                 | 21e                  |             |  |              |  |                   |
| 1960 |                 |                |                 | 61e                  |             |  |              |  |                   |
| 1961 |                 |                |                 |                      |             |  |              |  |                   |